# Marc Riboud

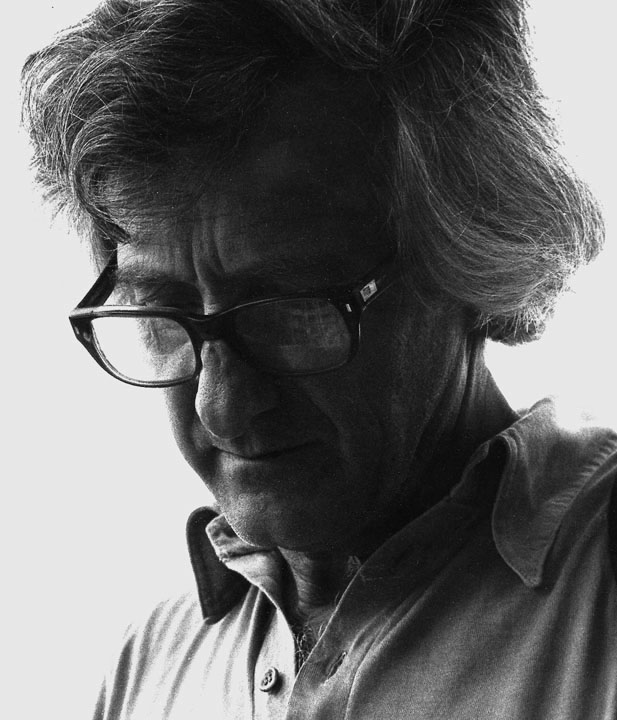
Marc Riboud

Marc Riboud, född 24 juni 1923 i Saint-Genis-Laval i Rhône, död 30 augusti 2016 i Paris, var en fransk fotograf och bildjournalist. 
Marc Riboud växte upp i Lyon i en syskonskara på sju barn, och han var yngre bror till företagarna Jacques, Antoine och Jean Riboud. Fadern var väg- och vattenbyggnadsingenjören och järnvägsdirektören Paul Riboud, medan farfadern var en av grundarna av Lyonnaise de Banque. Marc Riboud började fotografera redan i sin ungdom, och tog till exempel bilder från Världsutställningen i Paris 1937 med sin fars bälgkamera av märket Kodak.
Han deltog i den franska motståndsrörelsen 1944 och studerade efter andra världskriget till maskiningenjör vid École Centrale de Lyon 1945–48. Han arbetade som tekniker i Lyon ett par år, innan han bytte yrkesinriktning för att bli frilansande fotograf. Han flyttade till Paris 1952 och blev 1955 full medlem i bildbyrån och fotografkollektivet Magnum. Från 1954 bodde och arbetade han i London. Från 1955 gjorde han ett stort antal fotoreportage  i Ostasien, till exempel 1957 i Kina. Under Vietnamkriget gjorde han 1968, 1972 och 1976 unika bildreportage i det för andra fotografer stängda Nordvietnam.
År 1961 gifte han sig med den amerikanska skulptören Barbara Chase, som var bosatt i Paris. Paret hade två barn.